# Kis-Szamos

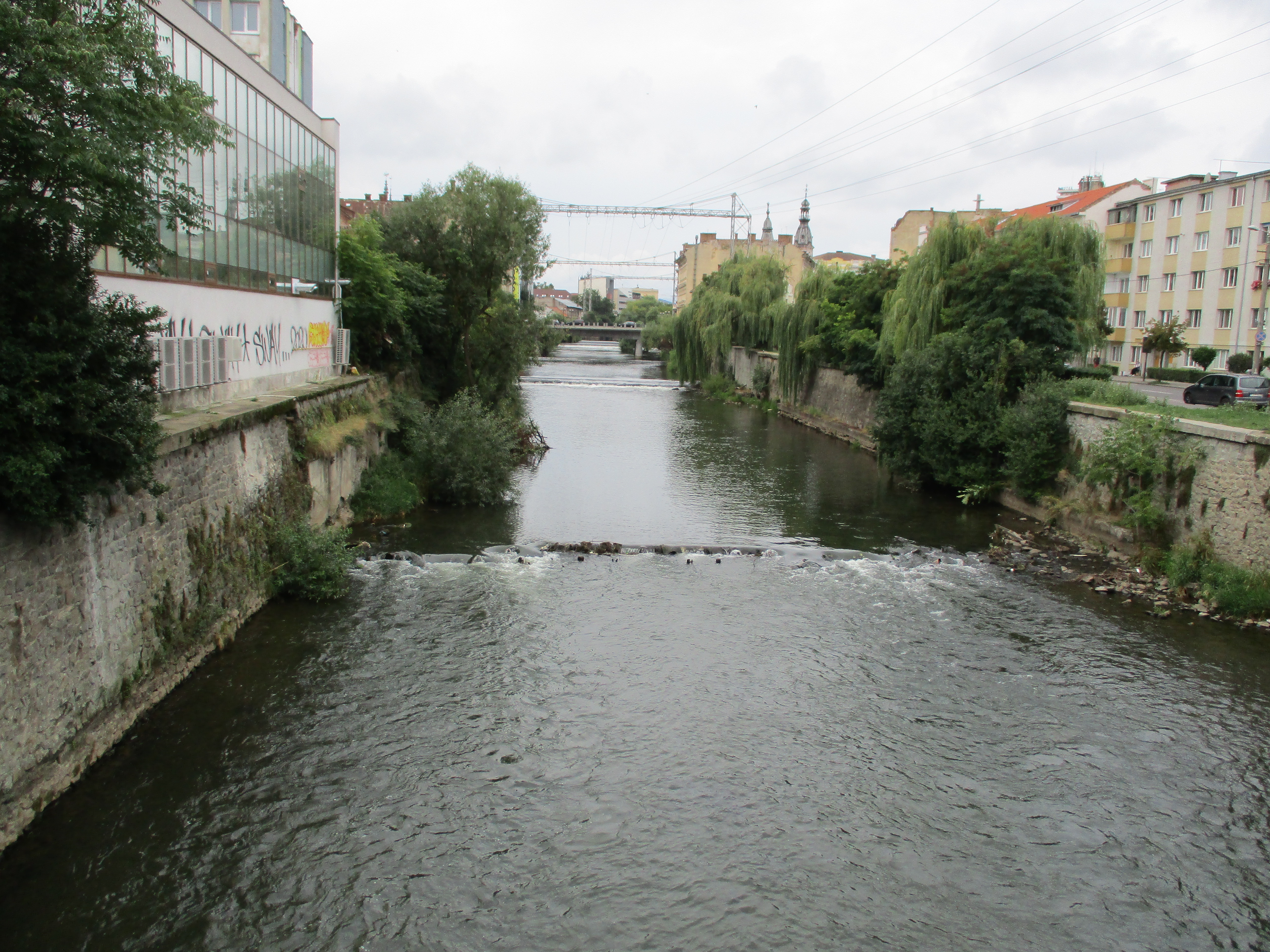
Felvétel keletről

A Kis-Szamos (románul: Someșul Mic) folyó Romániában.

## Földrajz
A Bihar-hegység belsejében két ágból fakad: a nagyobbik a Meleg-Szamos (Someșul Cald), a kisebbik Hideg-Szamos (Someșul Rece). Ezek a Gyalui-tó víztározójában folynak össze, és a víz innentől Kis-Szamos néven fut tovább. A folyó Gyalutól kezdve tágabb völgyben folytatja keleti útját. Kolozsvár érintésével Apahidánál északra fordul, Bonchida és Szamosújvár érintésével Dés mellett összefolyik a Nagy-Szamossal, és a Szamost alkotja.
Mellékvizei: balfelől a Nádas (Kolozsvár mellett), Borsa (Válaszút mellett) és Lóna patak (Kendilónán alul), jobb felől a Gyéres patak.

## Faunája
Kolozsvár felett megtalálható a tiszai ingola, a város alatt az ipari és kommunális szennyezés miatt a folyó eredeti faunája nagyrészt eltűnt. Kisebb egyedszámban előfordulnak a szennyezést tűrő fajok, így a vörösbarna kérész és a hegyes hólyagcsiga.

## Vízierőművek
1969-1988 között a folyón hidroenergetikai és vízgazdálkodási rendszer épült, amely 16 völgyzáró gátat tartalmaz. A rendszer célja a villamos energia termelés mellett a folyó Gyalu és Dés közötti szakaszának árvízmentesítése. A Meleg-Szamoson a havasnagyfalui (Mărișel) völgyzárógát mögött lévő bélesi tározó vízfelülete 815 hektár. Ettől 16 km-rel lentebb található a tarnicai víztározó. A Kis-Szamoson, a Meleg- és Hideg-Szamos összefolyása alatt épült a Gyalu I. völgyzárógát, alatta pedig a Gyalu II., Fenes I, Fenes II., Kolozsvár I. vízerőművek.

## Települések
A folyó mentén található települések: Gyalu, Magyarlóna, Szászfenes, Kolozsvár, Szamosszentmiklós, Hegyaljai-tanyák, Apahida, Nemeszsuk, Zsuk, Válaszút, Bonchida, Szamosjenő, Nagyiklód, Dengeleg, Vízszilvás, Szamoshesdát, Szamosújvár, Szamosújvárnémeti, Széplak,  Péterháza, Szilágytő, Szentbenedek, Dés, Mikeháza